# Xu Anqi
Dans ce nom chinois, le nom de famille, Xu, précède le nom personnel.
Xu Anqi, née le 23 janvier 1992 à Nankin, est une escrimeuse chinoise spécialiste de l'épée.

## Carrière
Elle est sacrée championne olympique en épée par équipes aux Jeux olympiques de Londres en 2012 avec Li Na, Sun Yujie et Luo Xiaojuan.
Médaillée d'argent par équipe aux Championnats du monde d'escrime 2013 à Budapest, elle remporte la médaille d'or par équipes et la médaille de bronze individuelle aux Championnats du monde d'escrime 2015 à Moscou.
Aux Jeux olympiques d'été de 2016, elle est éliminée par la Française Marie-Florence Candassamy en seizièmes de finale.